# コンスピリチュアリティ

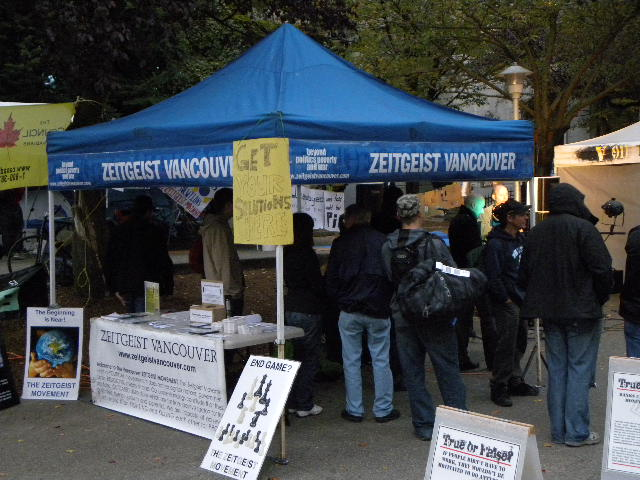
活動家グループの「ツァイトガイスト運動」は、コンスピリチュアリティ運動の一部であると言われている。写真は2011年・バンクーバーに出ていたツァイトガイスト運動のブース。

コンスピリチュアリティ（英: conspirituality）は、ニューエイジなどのスピリチュアルと陰謀論が融合したものを指す用語である。コンスピリチュアリティは、陰謀論（コンスピラシー・セオリー、conspiracy theory）とスピリチュアリティ（spirituality）を組み合わせたかばん語である。現代のコンスピリチュアリティは、1990年代に広まった。コンスピリチュアリティは、極右の陰謀論であるQアノンや、新型コロナウイルス感染症に関する陰謀論と関連している。

## 概要
この用語は、社会学者のシャーロット・ワードとデイビッド・ボアスが2011年に著した論文『The Emergence of Conspirituality』（Journal of Contemporary Religion掲載）で造語したものである。彼らは、この運動を次のように特徴づけている。
コンスピリチュアリティは、2つの核となる信念に基づいた幅広い政治的・精神的哲学を提示しており、1つ目は伝統的な陰謀論、2つ目はニューエイジに根ざしている。すなわち、1) 秘密のグループが政治や社会の秩序を密かに支配している、または支配を企んでいる、2) 人類は意識の「パラダイムシフト」を迎えている、というものである。提唱者らは、全体主義的な「新世界秩序」の脅威に対処するための最善策は、目覚めた「新しいパラダイム」の世界観に沿って行動することだと考えている。
他の過激派運動と同様に、コンスピリチュアリティのナラティブでは、信者は世間よりも啓発されており、「本当の真実」に気づいているために迫害を受けやすいという表現がなされている。ワードとボアスは、楽観的でホリスティックなニューエイジ文化と、悲観的で保守的な陰謀論文化の融合を逆説的なものと捉えている。コンスピリチュアリティには、陰謀論文化の「ダーク・オカルチャー」（陰鬱なオカルト文化）が含まれている。コンスピリチュアリティ運動の統一理念は、「社会はエリート集団による秘密の支配下に置かれており、『宇宙の力を利用した意識のパラダイムシフト』によってその支配から解放される」というものである。コンスピリチュアリティは、「世界で起きているすべての問題の真相を解明するのは自分自身である」という自己陶酔的な着想が魅力となっている。
トロント・スター紙に寄稿したアレックス・マッキーンは、次のように述べている。
コンスピリチュアリストは、政治や科学、そして人間の「3次元」における関心事など、ありふれたすべてのものから離れた上位の次元に悟り（enlightenment）が存在するという信念を共有している（スピリチュアルの一般的表現は、5次元の意識に到達するというものである）。一度それを経験すると、それは主観的で私的な経験ではあるが、もう「3次元」には親しみを感じられなくなるのである。
アスビョルン・ディレンダルは、陰謀論とニューエイジのスピリチュアリティの融合は今に始まったことではなく、西洋の秘教（エソテリシズム）は本質的に疑わしいものであると反論している。陰謀論文化と秘教主義は、どちらも秘密主義と高次の知識の啓示を強調するものである。彼女は、Marta Steinsvik、Alf Larsen、Bertram Dybwad Brochmann、およびネオペイガニズムなどを、オルタナティブ・スピリチュアリティと陰謀論の推進が行われた初期の例として挙げている。ロンドン大学クイーン・メアリー校のジュールス・エバンスは、オルタナティブ・スピリチュアリティと伝統主義者の極右ポピュリズムとの重なりを指摘している。
ワードとボアスは、ニューエイジの信念を持つ人々は、時に陰謀論者のように考える傾向にあることを指摘している。同研究では、活動家グループの「ツァイトガイスト運動」がコンスピリチュアリティ運動の一部とされている。コンスピリチュアリティは、極右の陰謀論であるQアノンや、新型コロナウイルス感染症に関する陰謀論のほか、「絶対的存在への精神統一のための運動」（英: Movement for Spiritual Integration into the Absolute、略称: MISA）、およびニューエイジの宗教運動「Love Has Won」などとも関連があるとされる。オンラインのヨガやウェルネスのコミュニティには、新型コロナウイルス感染症とマスクに関する陰謀論や、児童搾取の存在を訴えるQアノン関連の陰謀論を投稿している人々がいる。「ライトワーカー」や「インディゴ・チルドレン」などのニューエイジのコミュニティでは、アメリカ同時多発テロ事件陰謀説が広まった。宗教人類学者のアダム・クリンオロンは、イスラエルにおいて、「かつて『愛』や『光』について語っていた人々が、赤ん坊の血を飲む小児性愛者の陰謀団があると信じている人々と肩を並べている光景を目の当たりにしている」と述べている。
ノルウェーでは、オンラインマガジンの『Nyhetsspeilet』（The News Mirror）が「コンスピリチュアリティのフラッグシップ」であると評されている。このマガジンが掲げている「三大覚醒」（英: triple awakening）の目標は、意識とスピリチュアリティ、地球外知的生命体、そして新世界秩序陰謀論に焦点を当てている。『Conspirituality』というポッドキャストは、ウェルネス業界と陰謀論の交錯に関する最新情報をリスナーに提供しており、それを「最悪のスピリチュアリティ」と呼んでいる。

## 主要人物、団体
以下は、コンスピリチュアリティ運動を構成しているとされる人物、団体の一覧である。
- デイビッド・アイク - イギリスの陰謀論者[3][7]。爬虫類人が世界を動かしていると主張[4]。
- クリスティアン・ノースラップ（英語版） - 疑似科学を拡散している産婦人科医[4][15]。
- ジェイク・アンジェリ - アメリカ人の陰謀論者。「Qアノン・シャーマン」や「バッファロー男」という異名で知られる[4][8]。
- ピーター・ジョセフ（英語版） - アメリカの映画監督でツァイトガイスト運動の指導者。ツァイトガイストシリーズという一連の映像作品を通じて運動をリードした。
- ピート・エバンス（英語版） - オーストラリア人の陰謀論者[6]。
- JP Sears（英語版） - アメリカのYouTuber、コメディアン[16]。

### 日本
- 太田竜 - 陰謀論者として知られる。地球維新党を率いた[4]。
- オウム真理教 - オカルトと陰謀論が融合した宗教団体[4]。
- RAPT理論 - スピリチュアル系陰謀論団体[4]。
- 参政党 - 有機農業を政策の柱の1つにする排外主義的な右翼政党[4]。スピリチュアルや陰謀論を絡めた街宣を行う[4]。
- 神真都Q - オカルト・スピリチュアルな陰謀論をベースにした反ワクチン団体[4][17]。

## 関連文献
- 『コンスピリチュアリティ入門: スピリチュアルな人は陰謀論を信じやすいか』、横山茂雄,竹下節子,清義明,堀江宗正,栗田英彦,辻隆太朗,雨宮純:著、創元社、2023-3-27[18][17]